# غهرو
غهرو (بالفارسية: گهرو) هي مدينة تقع في إيران في البلدة المركزية. يقدر عدد سكانها بـ 6,093 نسمة .